# RH-
RH- – polska grupa muzyczna wykonująca hip-hop. Powstała w 2011 roku z inicjatywy członka zespołu HiFi Banda, Łukasza "Hadesa" Bułata-Mironowicza i członka zespołu DwaZera, Krzysztofa "Raka" Cierniaka.
Debiutancki minialbum zespołu EP ukazał się w 2011 roku jako dodatek do limitowanej edycji solowej płyty Hadesa, Nowe dobro to zło. Na albumie gościnnie wystąpił Tomasina, druga połowa duetu DwaZera. W 2012 roku zespół wystąpił gościnnie w utworze "Brudas" na albumie producenckim Metra Antidotum 2. Keep Funk Alive. Skrecze do utworu wykonał DJ Kebs.
Pierwszy album studyjny duetu pod tytułem Karty SIM ukazał się 13 stycznia 2014 roku nakładem wytwórni Prosto. W ramach promocji do utworu tytułowego został zrealizowany teledysk. Album został w całości wyprodukowany przez O.S.T.R.-a. Na płycie gościnnie wystąpili m.in. Pih i Siwers. Do edycji limitowanej albumu został dołączony debiutancki minialbum.

## Dyskografia
Albumy
| EP                          | - Data: 17 października 2011 - Wydawca: Prosto | — |
| Karty SIM                   | - Data: 13 stycznia 2014 - Wydawca: Prosto     | 6 |
| "—" album nie był notowany. |                                                |   |

Występy gościnne
| Album                                          | Rok  | Utwór                                          | Źródło |
| ---------------------------------------------- | ---- | ---------------------------------------------- | ------ |
| Metro - Antidotum 2. Keep Funk Alive           | 2012 | "Brudas" (gościnnie: RH-, DJ Kebs)             | [ 4 ]  |
| Numer Raz, DJ Abdool - Człowieku Mordo Mixtape | 2012 | "Wszystko jest OK" (gościnnie: RH-)            | [ 5 ]  |
| Diox, The Returners - Backstage                | 2012 | "Mnie nie interere" (gościnnie: RH-, O.S.T.R.) | [ 6 ]  |

## Teledyski
| Tytuł          | Rok  | Reżyseria         | Album     | Źródło |
| -------------- | ---- | ----------------- | --------- | ------ |
| "Niewiele mam" | 2011 | ZU Road           | EP        | [ 7 ]  |
| "Karty SIM"    | 2014 | ZU Road           | Karty SIM | [ 8 ]  |
| "Beton i rdza" | 2014 | Julian Winerowicz | Karty SIM | [ 9 ]  |